# 利希特费尔德-沙克斯多夫
利希特费尔德-沙克斯多夫（德語：Lichterfeld-Schacksdorf）是德国勃兰登堡州的市镇，隶属于易北-埃尔斯特县，总面积为40.78平方千米，截至2020年总人口为984人。